# グローイン
グローイン（Glóin、第三紀2783年 - 第四紀15年）は、『ホビットの冒険』『指輪物語』の作中に登場するドワーフ。エレボール遠征へ向かった13人のドワーフの1人。映画『ホビット』ではピーター・ハンブルトンが演じた。

## 詳細
オインの弟で、息子は『指輪物語』に登場する指輪の仲間の一員であるギムリ。
兄と同じく火熾しの名人で、白の頭巾を被っていた。五軍の合戦後はエレボールに留まり、冥王サウロンの動きを察知したダインII世の要請により、息子ギムリと共に事態を知らせるために裂け谷へ向かい、エルロンドの会議に出席した。

## 映画『ホビット』
『ホビット』三部作では、俳優ピーター・ハンブルトンが演じた。
映画『ロード・オブ・ザ・リング』の息子・ギムリの衣装を彷彿させるデザインの服装をまとい、頭髪も息子と同じくで赤茶色。怒りっぽく気難しい性格で、エルフに対し警戒心を抱いている。一行の中では原作通り火熾しを任され、経費管理も行っている。そのため、金銭に関しては一行の中で一番うるさい。
武器は後にギムリが受け継ぎ使用する斧を所持している。また、五軍の戦い開戦前に武装を固めた際には、同じく後にギムリが受け継ぎ装備する兜を被っていた。
劇中、エルフの領地に無断で侵入したトーリン一行が、レゴラスらエルフに捕らえられて所持品検査をされた際に、グローインがお守りとして所持していた妻子の肖像画をレゴラスが見て「この醜いのはゴブリンの子か？」と息子を馬鹿にする場面があるが、この息子こそ後に『ロード・オブ・ザ・リングシリーズ』での旅を通じて、レゴラスの無二の戦友となるギムリである。

## 映画『ロード・オブ・ザ・リング』
原作同様、息子ギムリと共に、裂け谷でのエルロンドの会議に種族の代表の一人として出席した。
本作では脇役扱いで個人での台詞がないため、エンドロールでも演者が確認できないが、一部関連書籍では個人での写真がグローインの名前付きで紹介されている。